# Caserío Aierdi
El caserío Aierdi en Urnieta (Guipúzcoa, España) es una edificación unifamiliar del siglo XVI que mantiene su volumen y estructura original.

## Descripción
De planta casi cuadrada de 20 x 21, dos plantas y desván. Cubierta a dos aguas con gallur perpendicular a la fachada principal orientada al sureste. Teja canal sobre una superficie de 540 m². En la planta baja de la fachada principal presenta sillarejo gótico en piedra caliza rejunteado de cemento. 
El acceso principal es de arco apuntado dovelado, desviado sobre el eje central de la fachada. En esta misma fachada posee otro pequeño arco ojival semicegado y una terraza anexa construida en cemento y adosada a la fachada. A partir del forjado de la primera planta los muros son de mampostería con los esquinales de sillería. En la citada fachada posee tres postes enterizos apoyados sobre el muro gótico. Además posee cinco vanos de ventana se abren sobre la fachada pintada de color blanco. El hastial presenta dos huecos de ventana. En el alero de la cubierta una tornapunta refuerza el gallur. La fachada noreste es también de sillarejo gótico. En ella se abre un acceso en arco de medio punto dovelado y junto a este se ve cegada el antiguo hueco de una tronera. Bajo esta se abre el hueco de una ventana recercada de sillar. Un anejo adosado ciega en parte esta fachada. La fachada suroeste es similar a las dos descritas anteriormente y está construida con muro gótico en planta baja y mampostería en la primera. En esta fachada se abren tres huecos de ventana. Un anejo tejavana de madera y un silo ciegan parte de esta fachada. La fachada trasera, noroeste, en la planta baja presenta un solo hueco formado por un arco apuntado y un gran contrafuerte de apoyo y refuerzo del edificio. En la primera planta de esta fachada se abres tres huecos de ventana recercados de sillería. 
Accediendo por el arco principal, el caserío tiene un vestíbulo, gran parte con grandes losas de piedra. A la izquierda de esta entrada existen restos de un antiguo hogar de fuego central que no poseía chimenea. A la derecha se sitúan la actual cocina y habitaciones a la que se accede también por el arco situado en la fachada noreste.
Desde la entrada se accede también a la cuadra situada al fondo. Por las escaleras se accede a la primera planta, abierta y sin divisiones. A la derecha presenta un paño cerramiento en tablazón machihembrado, dañado por metralla consecuencia de las guerras carlistas. Simétrico a este paño existía otro cerramiento a la izquierda, pero hace años fue derribado por un golpe de viento. Además de estos paños existen cuatro habitaciones sobre la fachada principal sureste.
La estructura del edificio se apoya en cinco postes-ejes y cuatro bernias del lagar gótico que posee este caserío. Estos postes se hallan ensamblados con vigas, tornapuntas, correas y cabrios que forman la estructura de este caserío. Uno de los postes posee un vaciado utilizado como armario. Además de las cuatro bernias del lagar gótico, posee también la masera de dicho lagar apoyada sobre los correspondientes sobigaños.